# Луций Венулей Монтан
Луций Венулей Монтан (на латински: Lucius Venuleius Montanus) е политик и сенатор на Римската империя през 1 век.
Женен е за Лецила. По времето на император Нерон той е вероятно суфектконсул. След това е проконсул на провинцията Витиния и Понт. Неговият син Луций Венулей Монтан Апрониан е през 92 г. суфектконсул.
Дядо е на Луций Венулей Апрониан Октавий Приск (консул 123 г.) и прадядо на Луций Венулей Апрониан Октавий Приск (143/144 г. легат на I Италийски легион в Долна Мизия, суфектконсул около 144 г. и консул 168 г.).